# Robert Hugh Pickering
Pour les articles homonymes, voir Pickering (homonymie).
Robert Hugh (Bob) "Pee Wee" Pickering  (19 septembre 1932-24 juin 2015) est un joueur de curling professionnel et homme politique provincial canadien de la Saskatchewan. À titre de député du Parti progressiste-conservateur, il représente la circonscription de Bengough-Milestone de 1978 à 1991

## Biographie
Né à Wilcox en Saskatchewan, il épouse Dorothy Ann Sommerville en 1960 et ont trois enfants.

## Curling
Pickering est en un champion masculin de curling de Saskatchewan et reconnu comme ayant le World's highest backswing.
Participant au Brier Macdonald, il remporte la médaille d'argent au 1961 à Calgary et en 1968 à Kelowna et la médaille de bronze en 1966 à Halifax, 1969 à Oshawa et 1971 à Québec.
Il est intronisé au Temple de la renommée du curling canadien (en) en 1974.

## Politique
Élu député du progressiste-conservateur en 1978, il est réélu en 1982 et 1986. Il sert comme ministre des Affaires rurales, ministre du Développement rural et ministre des Parcs et Ressources renouvelables, mais est évincé du cabinet en janvier 1985 après être accusé de conduite avec les facultés affaiblies et délit de fuite.